# Salvador Bacardit i Fígols
Salvador Bacardit i Fígols (Barcelona, 15 d'agost de 1952 -), és un presbiter català.
És llicenciat en Ciències de la Informació i en Teologia Moral. Es va ordenar com a sacerdot a Mollet del Vallès l'any 1979, i fou destinat com a vicari de la parròquia de Santa Cecília, a Barcelona, càrrec que ostentà fins al 1985, quan marxà com a missioner a la diòcesi de Copiacó, a Xile. Va tornar a Barcelona l'any 1992 per a esdevenir membre de l'equip de formadors del Seminari Major així com per a ser delegat de Pastoral Vocacional de l'Arquebisbat de Barcelona. El 1997 és nomenat rector de l'Església Major de Santa Coloma de Gramenet, càrrec que ostenta fins al 2016, així com delegat de Pastoral Social i Càritas. El 2004 fou nomenat Vicari Episcopal de la Zona Pastoral 2 de l'Arquebisbat de Barcelona, càrrec que renova el 2019. Entre el 2016 i el 2020 fou rector de la parròquia de Sant Vicenç de Sarrià.
El 21 de juliol de 2020 fou nomenat rector del Seminari Conciliar de Barcelona, càrrec que ostenta en l'actualitat.